# Chan Arnaba
Chan Arnaba (arabisch خان أرنبة, DMG Ḫān Arnaba) ist eine Stadt im Süden Syriens, administrativ Teil des Gouvernements Kuneitra (Golanhöhen), in dem Teil der Provinz, der noch unter syrischer Kontrolle steht. Am 8. Dezember 2024 besetzte Israel den Ort.
Die Stadt liegt etwas außerhalb der Disengagement Observer Force Zone der Vereinten Nationen. Zu den nahe gelegenen Orten gehören Sasa im Nordosten, Kuneitra im Südwesten, Jubata al-Chaschab im Nordwesten sowie die tscherkessischen Dörfer Beer Ajam und Bariqa im Süden. Nach Angaben des syrischen Zentralamts für Statistik hatte Chan Arnaba bei der Volkszählung 2004 eine Bevölkerung von 7375.
Die Stadt ist auch das Verwaltungszentrum einer gleichnamigen Nahiya, die aus 19 Städten mit einer Gesamtbevölkerung von 42.980 Einwohnern besteht.